# Fortschreitende Offenbarung

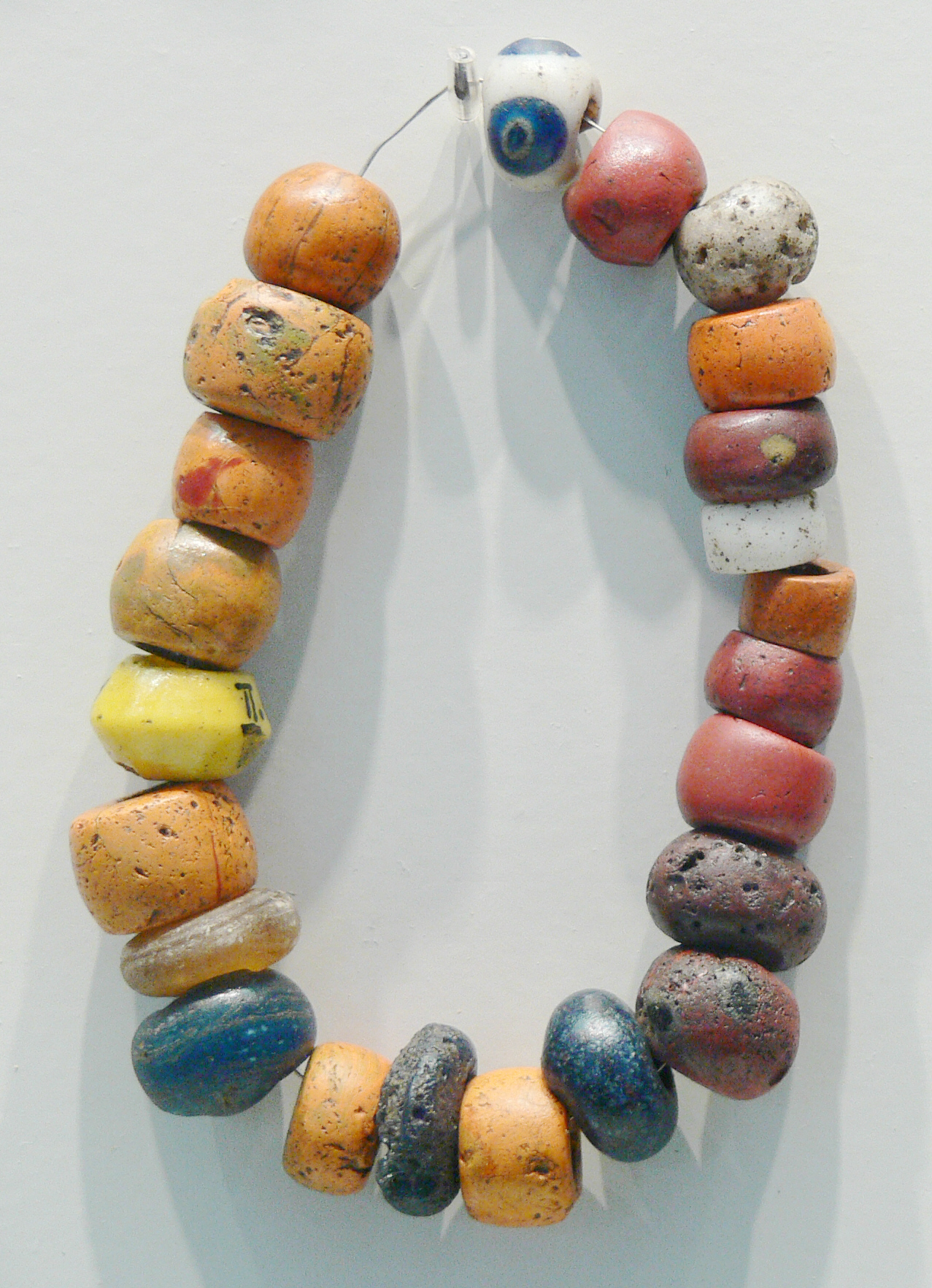
Die Bahai vergleichen die einzelnen „Manifestationen Gottes“ gern mit den unterschiedlichen Gliedern einer Kette, wobei jede Perle für einen Offenbarungszyklus und die Kette in ihrer Gesamtheit für den großen adamitischen Zyklus steht. So sagt der Religionsstifter Baha’u’llah: Betrachte mit deinem inneren Auge die Kette der aufeinanderfolgenden Offenbarungen, die die Manifestationen Adams mit der des Bab verbindet.

Fortschreitende Offenbarung oder Fortschreitende Gottesoffenbarung ist ein theologischer Begriff aus dem Bahaitum, welcher die Idee umreißt, dass göttliche Offenbarung nicht ein singuläres Ereignis ist, oder mit einer bestimmten Sendung endet, sondern immer weiter fortschreitend und relativ zu ihrer Zeit (und dem jeweiligen Kulturkreis) stattfindet.
Bahai sehen diverse Offenbarungen und die sich darauf berufenden Religionen der Religionsgeschichte als verschiedene Stadien einer unteilbaren, ewigen, andauernden und sich evolutionär entwickelnden Religion göttlichen Ursprungs. Auch das Bahaitum selbst versteht sich als Teil dieser Entwicklung und gleichzeitig als die eschatologische Erfüllung aller vorherigen Offenbarungen.
Offenbarung ist sowohl zyklisch, als auch fortschreitend. Jede Manifestation Gottes bringt göttliche Lehren entsprechend der spirituellen Kapazität der Menschen zu ihrer Zeit. Deshalb ist religiöse Wahrheit relativ in Bezug auf ihre Empfänger und nicht absolut. Die Offenbarungen der Manifestationen Gottes umfassen auf der einen Seite ewige Wahrheiten, wie einige unabänderliche grundlegende moralische und spirituelle Aussagen, und auf der anderen Seite bestimmte, für den spirituellen Entwicklungsstand der menschlichen Gesellschaft, angepasste Botschaften. Da sich die Menschheit somit zivilisatorisch und spirituell weiterentwickelt, ist dies der fortschreitende Teil der Offenbarung. In diesem Sinne beschreibt Bahāʾullāh die Funktion der Manifestationen als Ärzte, die die Arznei für die Nöte ihrer Zeit bereitstellen.
Die Zyklen der aufeinanderfolgenden Manifestationen Gottes werden mit dem Ablauf der Jahreszeiten verglichen. Das Auftreten einer neuen Manifestation Gottes ist wie der belebende Frühling. Nach einer Zeit der positiven Entwicklung, dem Sommer, folgt der Niedergang, der Herbst, in dem die Anhänger der Religion beginnen, nicht mehr dem ursprünglichen Geist der Offenbarung, sondern nur noch äußerlichen Traditionen zu folgen. Im Winter schließlich reduziert sich die Religion fast völlig auf unreflektierte Nachahmung, was auch zur Ablehnung der neuen Manifestation Gottes führen kann.
Neben diesen Zyklen, die sich auf die göttliche Sendung der einzelnen Manifestationen und deren Wirkung beziehen, kennt das Bahaitum noch größere Zyklen, welche mehrere Manifestationen Gottes umfassen. Namentlich sind in den Schriften der Bahai zwei dieser Zyklen genannt. Der prophetische Zyklus, auch adamitischer Zyklus, und der erfüllende Zyklus, meist Bahai-Zyklus genannt.
Klar aus dem Schrifttum hervorgehende Manifestationen Gottes des prophetischen Zyklus sind Adam, Abraham, Mose, Zarathustra, Krishna, Siddhartha Gautama, Jesus Christus und Mohammed. Weitere Manifestationen in diesem Zyklus werden jedoch nicht ausgeschlossen, zumindest vor Mohammed. Da Gott die Menschen nie ohne Führung lässt, muss es auch schon (wenn auch namentlich unbekannte) Manifestationen Gottes vor Adam gegeben haben und auch weitere nach Mohammed geben, auch wenn dieser als „Siegel der Propheten“ den großen prophetischen Zyklus abschließt.
Nach Mohammed kennen die Bahai zwei weitere Manifestationen Gottes: den Bab und Baha’u’llah. Sie sind die ersten beiden Manifestationen Gottes im Zyklus der Erfüllung, welcher mit der Verkündigung des Bab im Jahre 1844 begann und mindestens 500.000 Jahre dauern soll. Auch auf Baha’u’llah werden innerhalb dieses Zeitraumes viele weitere Manifestationen Gottes im Abstand von etwa 1.000 Jahren folgen und die Folge der kleinen Offenbarungszyklen fortsetzen.